# باميلا إم كيلمارتن
باميلا إم كيلمارتن هي عالمة فلك نيوزيلندية ومكتشفة مشاركة للكواكب والمذنبات الصغيرة. ينسب اليها مركز الكواكب الصغيرة الفضل في اكتشاف 41 كويكبا، وكل ذلك بالتعاون مع زوجها (آلان سي جيلمو). كلا الفلكيين هم أيضا صايدون نشطون للمذنبات. تعد باميلا أحد زملاء الجمعية الملكية الفلكية لنيوزيلندا ومدبرة مشاركة لقسم «المذنبات والكواكب الصغرى».
الكوكب الصغير 3907 كيلمارتن، الذي اكتشفه ماكس وولف عام 1904 سُمِّيَ تكريماً لها. وقد نشر اقتباس التسمية في 21 أبريل عام 1989. في عام 1983 سُمِّيَ كويكب يونوميا 2537 جيلمور بالفعل على اسم كل من آلان وباميلا جيلمور.
في مايو 2019 كُرِّمَت كيلمارتن وزوجها من قبل نيوزيلندا بوست بختم في سلسلة رواد الفضاء النيوزيلنديين.